# Longuyon
Longuyon – miejscowość i gmina we Francji, w regionie Grand Est, w departamencie Meurthe i Mozela.
Według danych na rok 1990 gminę zamieszkiwały 6064 osoby, a gęstość zaludnienia wynosiła 204 osób/km² (wśród 2335 gmin Lotaryngii Longuyon plasuje się na 72. miejscu pod względem liczby ludności, natomiast pod względem powierzchni na miejscu 63.).

## Populacja

Populacja Longuyon w latach 1962–2008

## Współpraca
Miejscowości partnerskie:
- Limana, Włochy
- Pirna, Niemcy
- Schmitshausen, Niemcy
- Tizi Rached, Algieria
- Walferdange, Luksemburg
- Żary, Polska